# فهرست شرکت‌های فناوری در کلانشهر نیویورک
شرکت‌های فناوری در منطقه کلانشهری نیویورک نمایانگر یک مولفه اقتصادی در حال رشددر منطقه کلان‌شهری نیویورک است، جایی که از نظر منطقه آماری ترکیبی پر جمعیت‌ترین منطقه در ایالات متحده است و یکی از پر جمعیت‌ترین مناطق شهری در جهان است. در منطقه سیلیکون الی، تأسیسات جدیدی مانند شرکت‌های اسرائیلی در نیویورک سیتی وجود دارد، که در ماه حدود ۱۰ استارت آپ جدید ایجاد می‌کنند، و بخش فناوری این استارت آپ‌ها ادعا می‌کنند که بخش عظیمی از سهم اقتصادی نیویورک را از سال ۲۰۱۰ در اختیار دارند. سازمان تک:ان وای سی، در سال ۲۰۱۶ تأسیس شد، که یک سازمان غیرانتفاعی است، و نمایانگر صنعت فناوری در شهر نیویورک و تعامل با دولت است، اهداف اصلی این سازمان جذب استعدادهای فناوری به شهر و حمایت از سیست‌های است که یه رشد این شرکت‌های فناوری کمک می‌کند.
در ادامه لیستی از شرکت‌های درحال رشد و قابل توجه در زمینه فناوری پیشرفته در منطقه کلانشهری نیویورک را مشاهده می‌کنید:

## برنامه‌ها
- فندوئل[۸]
- مونیت
- ترلو[۹]

## هوش مصنوعی
- انیگما[۱۰]
- آی بی ام واستون

## سرویس‌های ابری و پایگاه داده
- مانگودی‌بی
- بتر کلاود[۱۱][۱۲]
- آی‌بی‌ام
- کیمی[۱۳]
- لایوتایلز
- سیمپل ریچ[۱۴]
- سوشیال فلو[۱۵]
- زتا گلوبال[۱۶]

## سخت‌افزار
- اچ‌تی‌سی
- هواوی
- آی‌بی‌ام
- ال‌جی الکترونیک
- سامسونگ الکترونیک
- شرکت تی‌سی‌ال
- زدتی‌ئی
- لچ

## فناوری خدمات بهداشتی
- اسکار هلت[۱۷]
- فریزیا[۱۸]
- زوک دوک

## بیمه عمر
- ماس‌میوچوال[۱۹]